# لويس كوو
لويس كوو (بالصينية: 古天樂) (من مواليد 21 أكتوبر 1970) هو ممثل هونغ كونغ.ربح جائزة أفضل ممثل في عام 1999 في الصين في السنوات الأخيرة ركز على الافلامأصبح كو أحد من الممثلين أكثر شهرة في صناعة الأفلام في هونغ كونغ، أصبح متحدث باسم شركة بيبسي واوسيمو تاغ هويرو لوتيو صفر نظارات ولايو وغيرها من المنتجات الصينية.

## روابط خارجية
- لويس كوو على موقع IMDb (الإنجليزية)
- لويس كوو على موقع ألو سيني (الفرنسية)
- لويس كوو على موقع ميوزك برينز (الإنجليزية)
- لويس كوو على موقع أول موفي (الإنجليزية)
- لويس كوو على موقع قاعدة بيانات الأفلام السويدية (السويدية)
- لويس كوو على موقع قاعدة بيانات الفيلم (الإنجليزية)
- لويس كوو على موقع كينوبويسك (الروسية)